# Pteronemobius ambiguus
Pteronemobius ambiguus är en insektsart som först beskrevs av Tokuichi Shiraki 1936.  Pteronemobius ambiguus ingår i släktet Pteronemobius och familjen syrsor. Inga underarter finns listade i Catalogue of Life.